# أراك سميك العروق

أراك سميك العروق (الاسم العلمي: Salvadora crassinervia) هو نوع غير مؤكد من النباتات يتبع جنس الأراك من الفصيلة الأراكية.